# 常代
常代（とこしろ）は、千葉県君津市の地名。現行行政地名は常代1丁目から6丁目および大字常代。郵便番号は299-1121。

## 地理
市内北西部の小糸川左岸、同川の支流宮下川の流域に位置する。地域の大部分は住宅地だが、東部の宮下川右岸には水田も見られる。
北で外箕輪・三直、東で六手、南で宮下・浜子・郡、西で杉谷・八幡とそれぞれ隣接する（いずれも君津市）。

### 河川
- 小糸川
- 宮下川

## 歴史

### 沿革
- 江戸時代 - 周淮郡常代村成立。
- 1873年（明治6年） - 常代村、千葉県に所属。
- 1889年（明治22年）4月1日 - 町村制施行により周淮郡周南村大字常代となる。
- 1897年（明治30年）4月1日 - 周南村、郡統合により君津郡所属となる。
- 1954年（昭和29年）3月31日 - 周南村と君津町（初代）・貞元村が合併し君津郡君津町（2代目）が成立、同町の大字となる。
- 1971年（昭和46年）9月1日 - 君津町が市制施行し、君津市となる。
- 2001年（平成13年）12月1日 - 一部で住居表示実施[4]、常代1丁目〜6丁目が成立。

## 統計
|           | 世帯数 | 人口  | 地図                               |
| --------- | ------ | ----- | ---------------------------------- |
| 常代      | 112    | 269   | 地図1 地図2 地図3                  |
| 常代1丁目 | 435    | 946   | 北緯35度18分40秒 東経139度55分3秒  |
| 常代2丁目 | 230    | 599   | 北緯35度18分35秒 東経139度55分15秒 |
| 常代3丁目 | 422    | 775   | 北緯35度18分29秒 東経139度55分27秒 |
| 常代4丁目 | 244    | 706   | 北緯35度18分16秒 東経139度55分29秒 |
| 常代5丁目 | 150    | 438   | 北緯35度18分22秒 東経139度55分34秒 |
| 常代6丁目 | 94     | 227   | 北緯35度18分16秒 東経139度55分44秒 |
| 計        | 1,687  | 3,960 |                                    |

1. ↑  “平成29年君津市人口”.   君津市 (2017年11月8日). 2017年11月20日閲覧。
2. ↑  単位：世帯
3. ↑  単位：人

## 小・中学校の学区
市立小・中学校に通う場合、学区は以下の通りとなる。
| 大字・丁目 | 番地 | 小学校             | 中学校             |
| ---------- | ---- | ------------------ | ------------------ |
| 常代       | 全域 | 君津市立周南小学校 | 君津市立周南中学校 |
| 常代1丁目  | 全域 | 君津市立周南小学校 | 君津市立周南中学校 |
| 常代2丁目  | 全域 | 君津市立周南小学校 | 君津市立周南中学校 |
| 常代3丁目  | 全域 | 君津市立周南小学校 | 君津市立周南中学校 |
| 常代4丁目  | 全域 | 君津市立周南小学校 | 君津市立周南中学校 |
| 常代5丁目  | 全域 | 君津市立周南小学校 | 君津市立周南中学校 |
| 常代6丁目  | 全域 | 君津市立周南小学校 | 君津市立周南中学校 |

## 交通
地内を通る鉄道路線はない。最寄駅は内房線君津駅。

### バス
- 君津市コミュニティバス
  - 小糸川循環線 君津グラウンドゴルフ場 - 常代5丁目 - 溝添社宅 - 常代1丁目 - 君津駅南口 - 君津市役所 - 君津バスターミナル - 常代 - 溝添社宅 - 常代5丁目 - 君津グラウンドゴルフ場（循環ルート）

### 道路
国道
- 国道127号

## 施設
常代
- 恩泉寺
- 花厳院
- 正竜寺
- 常代神社
- 浅間神社
- 光聚院

常代1丁目
- 濱田重工常代寮
- 常代沖田公園[6]

常代2丁目
- 君津市立常代保育園
- 郡常代公園[6]

常代3丁目
- 日鉄テックスエンジ君津支店常代社宅
- 松川公園[6]

常代4丁目
- 濱田重工君津支店溝添社宅
- 日影山公園[6]

常代5丁目
- 常代自治会館
- 迎田公園[6]